# Banys dels Ciclops

Els banys dels Ciclops o termes dels Ciclops són unes termes romanes del jaciment arqueològic de Dougga a Tunísia, que foren construïdes probablement al començament del segle iii, la part de les latrines del qual (utilitzades ja el segle ii i durant el segle III) està en força bon estat i la resta en pitjor estat. Deuen el seu nom al mosaic dels banys que representava uns ciclops (avui al Museu del Bardo), mosaic que era al frigidarium (sala de banys freds). Es tracta d'uns edificis dels quals només queden parts de les parets, algunes columnes, i pedres fora de lloc; l'accés als banys és per una porta que dona al carrer; té una sala que es perllonga a l'est per una piscina rectangular que acaba en un hexaedre.

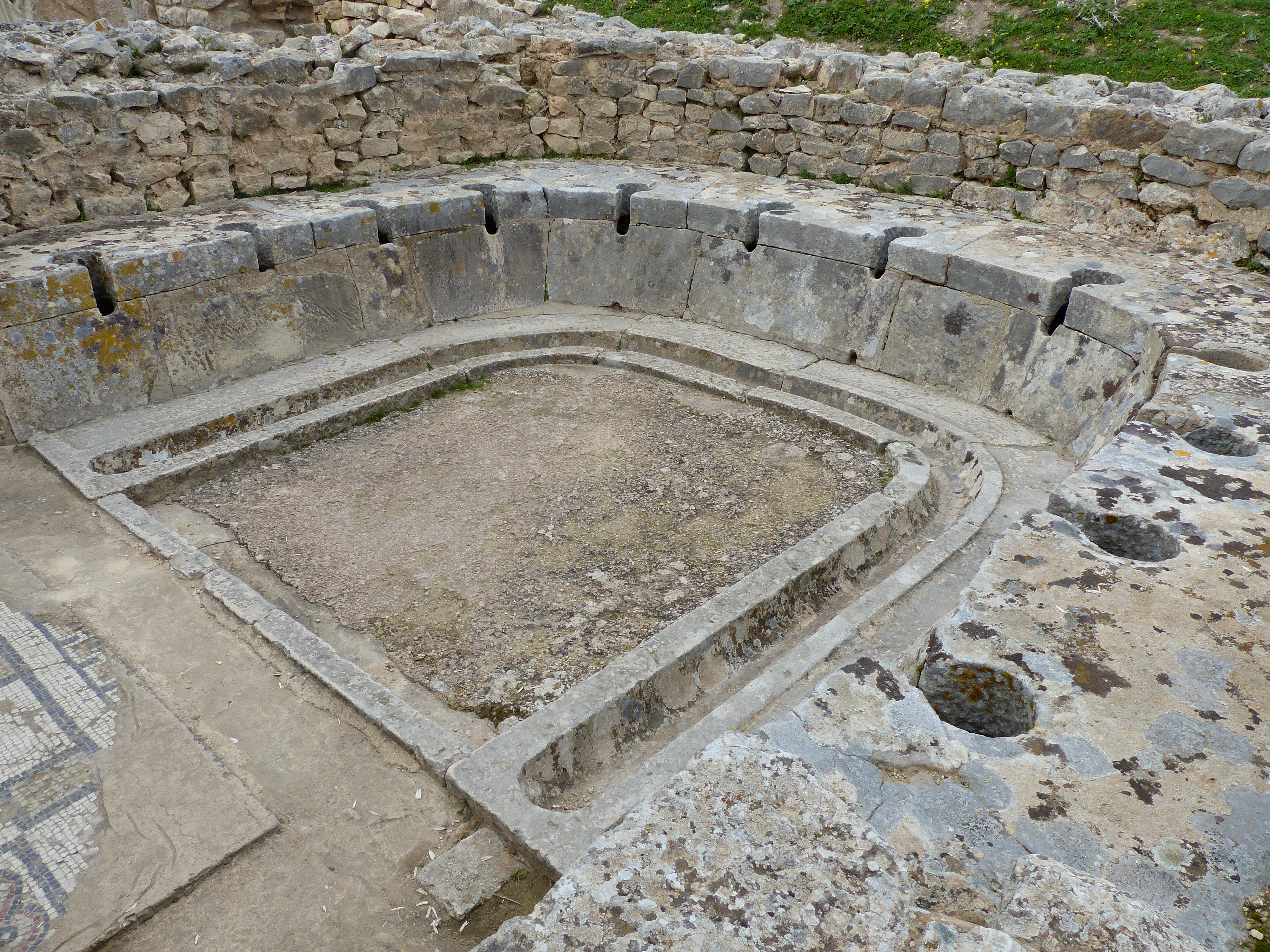
Latrines

A l'interior de l'edifici de latrines, al costat, hi ha un edifici força més petit, amb dotze seients de latrina per a ús públic, i una font per a rentar-se a l'entrada. Les aigües i excrements anaven a unes conduccions i acabaven en una cisterna que, una vegada plena, es buidava per fer servir el contingut com a adob.

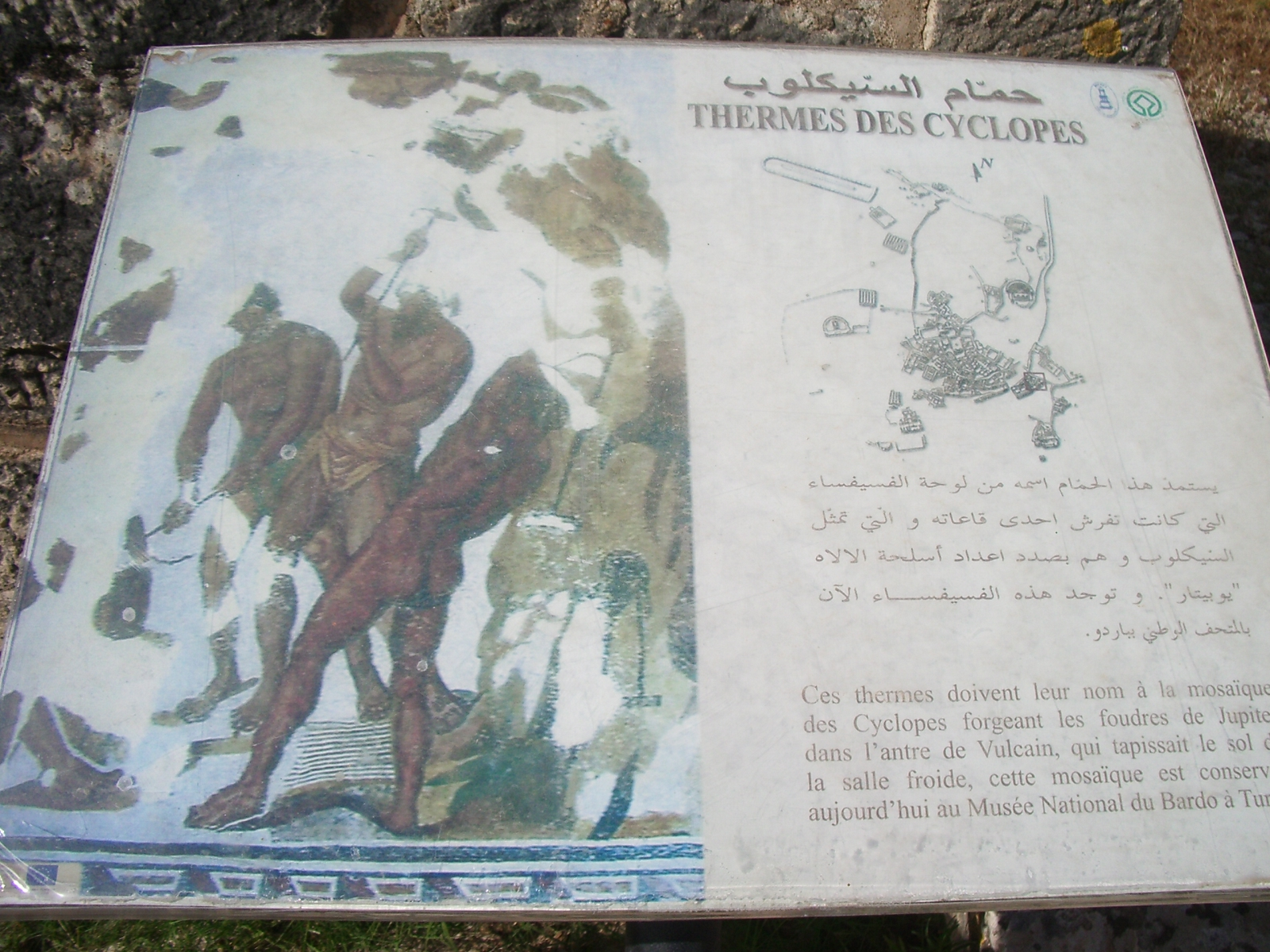
Cartell

El lloc es troba al costat del Trifolium de Dougga, i proper també a les termes de Caracal·la o termes Licinies, a l'altre costat de carrer, i a la casa de Gorgona. Un carrer baixa per un costat dels banys cap a les restes d'un arc triomfal dedicat a Septimí Sever i, a l'altre costat del carrer, es troba l'anomenat temple de Plutó.